# Distrikt Saño
Der Distrikt Saño liegt in der Provinz Huancayo in der Region Junín in Zentral-Peru. Der Distrikt wurde am 15. Oktober 1954 gegründet. Er besitzt eine Fläche von 13 km². Beim Zensus 2017 wurden 5738 Einwohner gezählt. Im Jahr 1993 lag die Einwohnerzahl bei 3523, im Jahr 2007 bei 3778. Sitz der Distriktverwaltung ist die 3286 m hoch gelegene Kleinstadt Saño (ehemals San Pedro de Saño) mit 5715 Einwohnern (Stand 2017). Saño befindet sich 13 km nordnordwestlich der Provinz- und Regionshauptstadt Huancayo.

## Geographische Lage
Der Distrikt Saño befindet sich im Andenhochland im Nordwesten der Provinz Huancayo. Das Areal liegt am Ostufer des nach Süden strömenden Río Mantaro.
Der Distrikt Saño grenzt im Nordwesten an den Distrikt San Jerónimo de Tunán, im Norden an den Distrikt Quilcas, im äußersten Osten an den Distrikt El Tambo, im 
Südosten an den Distrikt Hualhuas sowie im Südwesten an die Distrikte Sicaya und Orcotuna (Provinz Concepción).